# Ich und Er
Ich und Er ist ein Spielfilm aus dem Jahr 1988, bei dem Doris Dörrie Regie führte. Als Vorlage für den Film diente der gleichnamige Roman des italienischen Autors Alberto Moravia. Produzent des Films war Bernd Eichinger. Die Filmmusik wurde von Klaus Doldinger geschrieben.

## Handlung
Bert Uttanzi, ein unscheinbarer Angestellter in einem New Yorker Architekturbüro, nimmt seinen 35. Geburtstag zum Anlass, um sein Leben zu verändern. Er will endlich die ihm gebührende Anerkennung finden und im Job nachhaltige Erfolge vorweisen. Just an diesem Tag beginnt jedoch sein bestes Stück („Er“) mit ihm zu reden und beschwert sich darüber, dass es in den letzten Jahren kaum zum Zuge kam. Es fordert Bert daher auf, die verpassten Gelegenheiten der letzten Jahre nachzuholen und die Frauenwelt zu erobern. Nach anfänglichem Sträuben gegen diese Pläne lässt sich Bert Uttanzi zunehmend darauf ein.
In einer der ersten Amtshandlungen gelingt es Berts bestem Stück, eine Präsentation im Architekturbüro so zu steuern, dass die versammelten Firmenangehörigen sowie vor allem die Frau des Chefs von Berts Plänen zu einem Yachthafen begeistert sind. In 21 Tagen soll Bert diese Pläne konkretisieren. Um nicht zuhause von Ehefrau und Kind abgelenkt zu werden, mietet er ein Zimmer in der Nähe des Architekturbüros. Mit dem festen Vorsatz, die Pläne bis zum genannten Stichtag fertigzustellen, beginnt Bert die Arbeit. 
Da dabei allerdings sein bestes Stück andere Pläne hat, gerät Bert, Getriebener seiner geheimen sexuellen Wünsche, in einige schwierige Situationen. Doch bald schon bemerkt Bert auch etliche interessante Veränderungen in seinem Leben.

## Erfolg
Mit 3,5 Millionen Zuschauern landete der Film auf Platz 6 der erfolgreichsten Kinofilme des Jahres 1988. Er wurde mit der Goldenen Leinwand ausgezeichnet.

## Kritik
- film-dienst: Ein für einen komödiantischen Spielfilm kaum tragfähiger Einfall wurde ausgewalzt und ideenlos in Szene gesetzt; nur in den Männerrollen ansprechend besetzt, offenbart der Film eher selbst jene Verklemmtheit, die er zu persiflieren vorgibt.